# Frank Mir

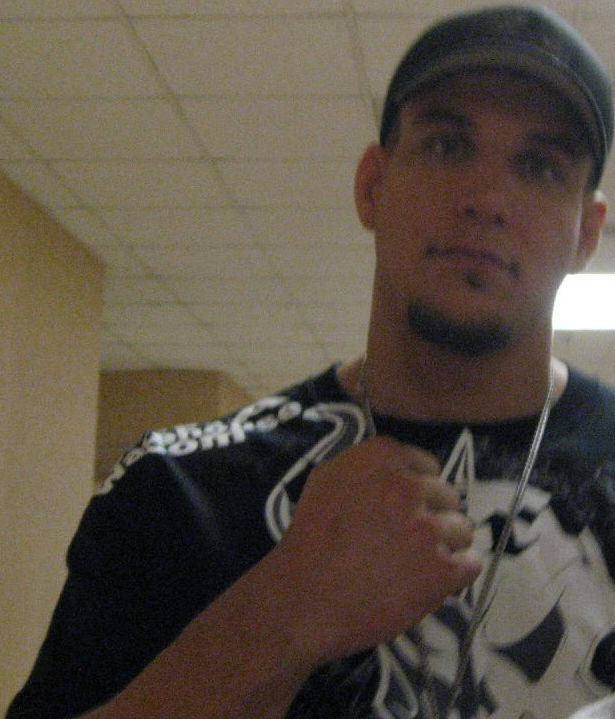
Frank Mir

Frank Mir (* 24. Mai 1979 in Las Vegas; eigentlich Francisco Santos Mir III) ist ein US-amerikanischer Kampfsportler, aktiv im Mixed-Martial-Arts-Bereich. Mir war von Juni 2004 bis August 2005 UFC Schwergewichts-Weltmeister.

## Karriere
Mir hat einen schwarzen Gürtel im Brazilian Jiu-Jitsu und Kenpo Karate. In seinem Kampfstil spielt insbesondere sein BJJ-Hintergrund eine Rolle, die meisten seiner Siege errang er durch Aufgabegriffe.
Frank Mir wurde durch einen Sieg über Tim Sylvia bei UFC 48 - Payback am 19. Juni 2004 neuer UFC Heavyweight Champion. Durch einen Motorradunfall im September 2004 war es Mir nicht mehr möglich den Titel zu verteidigen, so dass ihm dieser im August 2005 aberkannt wurde. Mir arbeitete danach an seinem Comeback in der UFC, mit anfänglich wechselndem Erfolg. Nachdem er im Februar 2008 Brock Lesnar in der ersten Runde via Kneebar besiegen konnte, erhielt Mir die Chance auf den UFC Interim Heavyweight Title, welchen er sich mit einem Sieg im Dezember 2008 über Antônio Rodrigo Nogueira auch errang. Daher kam es am 11. Juni 2009 zum zweiten Aufeinandertreffen zwischen Brock Lesnar und Frank Mir, diesmal um den UFC Heavyweight Titel. Der Kampf wurde von Lesnar dominiert und Mir verlor in der zweiten Runde durch TKO. Nach dieser Niederlage bekam es Frank Mir am 13. Dezember 2009 mit Cheick Kongo zu tun, den er klar besiegte. Am 27. März 2010 wurde er dann von Shane Carwin besiegt. Im September konnte er Mirko Filipović im Hauptkampf der UFC 119 in der dritten Runde durch KO bezwingen. Sein wohl spektakulärster Sieg gelang Mir am 10. Dezember 2011 gegen den BJJ-Experten Antônio Rodrigo Nogueira, den er per Kimura den Arm brach, weil dieser sich weigerte, abzuklopfen. Den darauffolgenden Titelkampf gegen Junior dos Santos verlor Mir jedoch durch TKO. 2016 wurde Mir nach einem Kampf gegen Mark Hunt bei der Dopingkontrolle positiv auf Oral-Turinabol getestet. In seinen letzten acht Kämpfen brachte er es lediglich auf zwei Siege.
Mir war ein Coach in der achten Staffel der Reality-TV-Serie The Ultimate Fighter.

## Persönliches
Frank Mir ist verheiratet und hat vier Kinder, drei leibliche und einen Stiefsohn.

## MMA-Karriere
| Ergebnis   | Gegner                   | Siegart                   | Veranstaltung                       | Datum              |
| ---------- | ------------------------ | ------------------------- | ----------------------------------- | ------------------ |
| Niederlage | Andrei Arlovski          | Punktsieg                 | UFC 191 - JOHNSON VS. DODSON 2      | 25. September 2015 |
| Sieg       | Todd Duffee              | KO (Punches)              | UFC FIGHT NIGHT 71 - MIR VS. DUFFEE | 15. Juli 2015      |
| Sieg       | Antônio Silva            | KO (Elbow)                | UFC FIGHT NIGHT: Bigfoot vs Mir     | 23. Februar 2015   |
| Niederlage | Alistair Overeem         | nach Punkten (einstimmig) | UFC 169: Barao vs. Faber II         | 1. Februar 2014    |
| Niederlage | Josh Barnett             | TKO (Knie)                | UFC 164: Henderson vs. Pettis       | 31. August 2013    |
| Niederlage | Daniel Cormier           | nach Punkten (einstimmig) | UFC on Fox: Henderson vs. Melendez  | 20. April 2013     |
| Niederlage | Junior Dos Santos        | TKO (Schläge)             | UFC 146: Dos Santos vs. Mir         | 26. Mai 2012       |
| Sieg       | Antônio Rodrigo Nogueira | Aufgabe (Kimura)          | UFC 140: Jones vs Machida           | 11. Dezember 2011  |
| Sieg       | Roy Nelson               | nach Punkten (einstimmig) | UFC 130: Rampage vs Hamill          | 28. Mai 2011       |
| Sieg       | Mirko Filipović          | KO (Knee)                 | UFC 119: Mir vs Cro Cop             | 25. September 2010 |
| Niederlage | Shane Carwin             | KO (Punches)              | UFC 111: St. Pierre vs Hardy        | 27. März 2010      |
| Sieg       | Cheick Kongo             | Aufgabe                   | UFC 107: Penn vs Sanchez            | 13. Dezember 2009  |
| Niederlage | Brock Lesnar             | TKO                       | UFC 100: Lesnar vs Mir II           | 11. Juni 2009      |
| Sieg       | Antônio Rodrigo Nogueira | TKO                       | UFC 92: The Ultimate 2008           | 27. Dezember 2008  |
| Sieg       | Brock Lesnar             | Aufgabe                   | UFC 81: Breaking Point              | 2. Februar 2008    |
| Sieg       | Antoni Hardonk           | Aufgabe                   | UFC 74: Respect                     | 25. September 2007 |
| Niederlage | Brandon Vera             | TKO                       | UFC 65: Bad Intentions              | 18. September 2006 |
| Sieg       | Dan Christison           | nach Punkten              | UFC 61: Bitter Rivals               | 8. Juli 2006       |
| Niederlage | Marcio Cruz              | TKO                       | UFC 57: Liddell vs Couture 3        | 4. Februar 2006    |
| Sieg       | Tim Sylvia               | Schiedsrichter stop       | UFC 48: Payback                     | 19. Juni 2004      |
| Sieg       | Wes Sims                 | KO                        | UFC 46: Super Natural               | 31. Januar 2004    |
| Sieg       | Wes Sims                 | DQ                        | UFC 43: Meltdown                    | 6. Juni 2003       |
| Sieg       | Tank Abbott              | Aufgabe                   | UFC 41: Onslaught                   | 28. Februar 2003   |
| Niederlage | Ian Freeman              | TKO                       | UFC 38: Brawl At The Hall           | 13. Juli 2002      |
| Sieg       | Pete Williams            | Aufgabe                   | UFC 36: Worlds Collide              | 22. März 2002      |
| Sieg       | Roberto Traven           | Aufgabe                   | UFC 34: High Voltage                | 2. November 2001   |
| Sieg       | Dan Quinn                | Aufgabe                   | IFC: Warriors Challenge 15          | 31. August 2001    |
| Sieg       | Jerome Smith             | nach Punkten              | HOOKnSHOOT: Showdown                | 14. Juli 2001      |